# Аніла Денай
Аніла Денай (алб. Anila Denaj; (18 вересня 1973 , Тирана )) — албанська політична та державна діячка. Член Президії Соціалістичної партії Албанії. Депутат Народних зборів Албанії з 2021 року. У минулому — міністр фінансів та економіки Албанії (2019—2021).

## Життєпис
Народилася в Тирані 18 вересня 1973 року.
У 1995 році закінчила Тиранський університет, де вивчала фінансовий та банківський менеджмент.
Протягом 12 років працювала в ProCredit Holding та Internationale Projekt Consult, спочатку у FEFAD Bank, пізніше перейменованому в ProCredit Bank, де обіймала посаду заступника генерального директора банку. Обіймала різні керівні посади в банках ProCredit Group у Сальвадорі, Болівії, Еквадорі, Румунії та Мозамбіку.
У період з жовтня 2013 року до січня 2015 року обіймала посаду генерального директора в міністерстві фінансів Албанії, з основним напрямом діяльності з нагляду за операціями в Департаменті фінансів, законодавства та управління державним майном, в управлінні інформаційних технологій, Департаменті адміністрації та людських ресурсів. Протягом трьох років була членом правління Управління електронних та поштових комунікацій (AKEP). Також входила до складу правління Адміністративної ради Фонду обов'язкового медичного страхування Албанії (FSDKSH), обиралася членом правління Фонду соціального страхування та членом наглядової ради страхової компанії INSIG. У вересні 2018 року призначена генеральним директором FSDKSH.
З 2014 року викладає у державній Албанській школі державного управління (ASPA) у Тирані як позаштатний викладач у галузі управління людськими ресурсами.
Денай в жовтні 2018 року була призначена генеральним директором Албанського фонду обов'язкового медичного обслуговування. Через три місяці (17 січня 2019 року) після студентських та антикорупційних протестів вона була призначена міністром фінансів та економіки в результаті перестановки в кабінеті прем'єр-міністра Албанії Еді Рами (у так званому другому кабінеті Рами), замінивши Арбена Ахметаджа. У 2020 році вона запровадила низку заходів, спрямованих на те, щоб допомогти економіці країни відновитися після «двох серйозних потрясінь» землетрусу в Албанії 2019 року та пандемії коронавірусної хвороби 2019.
На додаток до своєї ролі в уряді, Денадж була членом Консультативної ради Групи Світового банку (WBG) з питань гендеру та розвитку.
За результатами парламентських виборів 25 квітня 2021 року обрана депутатом Народних зборів Албанії від Соціалістичної партії Албанії. Обіймала посаду міністра до закінчення терміну повноважень уряду 18 вересня 2021 року.

## Особисте життя
У неї є син Олександр Куме (Aleksandër Kume).